# Nesticus takachiho
Nesticus takachiho är en spindelart som beskrevs av Takeo Yaginuma 1979. Nesticus takachiho ingår i släktet Nesticus och familjen grottspindlar. Inga underarter finns listade i Catalogue of Life.